# Jänissaari (ö i Finland, Norra Karelen, Joensuu, lat 62,77, long 29,21)
Jänissaari är en ö i Finland. Den ligger i sjön Viinijärvi och i kommunen Outokumpu i den ekonomiska regionen  Joensuu ekonomiska region  och landskapet Norra Karelen, i den sydöstra delen av landet, 400 km nordost om huvudstaden Helsingfors. Öns area är 6,2 hektar och dess största längd är 470 meter i nord-sydlig riktning.